# Umor
Umor (in bulgaro: Умор) fu un sovrano proto-bulgaro che governò la Bulgaria per soli 40 giorni nel 766, appartenente al clan Ukil (Vokil). Secondo il Nominalia dei khan bulgari, la sua breve ascesa avvenne nell’anno Dilom (del Serpente), nel mese Tutom (quarto) del calendario proto-bulgaro.

## Biografia
I tentativi di Savin di riconciliarsi con l'Impero bizantino provocarono un diffuso scontento tra i Bulgari, costringendolo a fuggire a Mesemvria e da lì dall'imperatore bizantino Costantino V. Sebbene nel 763 fosse stato stipulato un trattato di pace con l'Impero bizantino, Savin non fece mai ritorno in Bulgaria.
Nel 766, nell'anno Dilom (del Serpente), nel mese Tutom (quarto) secondo il calendario proto-bulgaro, Savin nominò Umor come suo successore. Quest'ultimo, appartenente come lui, al clan Vokil e discendente del khan Kormisoš, mantenne il potere per soli 40 giorni. Il suo regno fu interrotto da una ribellione guidata da Toktu e suo fratello Bajan, membri del clan Ugain, che lo deposero rapidamente.